# モリドラゴン属
モリドラゴン属（Gonocephalus）は、爬虫綱有鱗目トカゲ亜目アガマ科に属する属の1つ。

## 分布
インドネシア、タイ、フィリピン、マレーシア

## 形態
最大種はオオモリドラゴン。後頭部から背面にかけて棘状の鱗（クレスト）や喉元に垂れた皮膚（咽喉垂、デュラップ）が発達する。ルリメモリドラゴンのように虹彩が青い種が数種いる。
カメレオンモリドラゴンのように環境や気分により体色を変化することが出来る種もいる。また雌雄で体色の異なる種もいる。
オセアニアに生息する種は近年、本属よりもアフリカ大陸に生息するアガマに近縁と判明した。そのため別属ミナミモリドラゴン属 Hypsirulusとして分割された。

## 生態
名前の通り森林に生息する。樹上棲。食性は動物食で昆虫類、節足動物等を食べる。繁殖形態は卵生。

## 分類
分類・和名は中井(2024)を参考。
- Gonocephalus bellii ベルモリドラゴン
- Gonocephalus beyschlagi スマトラモリドラゴン
- Gonocephalus borneensis ボルネオモリドラゴン
- Gonocephalus chamaeleontinus カメレオンモリドラゴン
- Gonocephalus doriae ドリアモリドラゴン
- Gonocephalus grandis オオモリドラゴン
- Gonocephalus inauris ベンクルモリドラゴン
- Gonocephalus interruptus ミンドロモリドラゴン
- Gonocephalus klossi クロスモリドラゴン
- Gonocephalus kuhlii クールモリドラゴン
- Gonocephalus lacunosus マンゼイアオメモリドラゴン
- Gonocephalus liogaster ルリメモリドラゴン
- Gonocephalus megalepis オオウロコモリドラゴン
- Gonocephalus mjoebergi ムーラッドモリドラゴン
- Gonocephalus pyrius バリサンモリドラゴン
- Gonocephalus semperi センパーモリドラゴン
- Gonocephalus sophiae ソフィアモリドラゴン

## 人間との関係
ペット用として輸入されることがある。主に野生個体の幼体が流通する。輸送中に状態を崩していることが多く種にもよるが飼育は難しいとされる。しかし抱卵したメスや飼育下での交尾による繁殖例はある。